# Sydney van Hooijdonk
Sydney van Hooijdonk, né le 6 février 2000 à Bréda aux Pays-Bas, est un footballeur néerlandais, qui joue au poste d'avant-centre au NAC Breda.

## Biographie

### En club

#### NAC Breda
Né à Bréda aux Pays-Bas, Sydney van Hooijdonk est notamment formé par le NAC Breda, où il commence sa carrière professionnelle. Il joue son premier match le 5 octobre 2018, lors d'une rencontre d'Eredivisie face au FC Utrecht. Il entre en jeu à la place de Karol Mets, et son équipe s'incline par deux buts à un. Le club est toutefois relégué à l'issue de la saison 2018-2019, le NAC Breda descendant officiellement après une nouvelle défaite, face au SC Heerenveen le 12 mai 2019 (2-1 score final) et termine 18e et dernier du championnat,.
Van Hooijdonk découvre donc la deuxième division néerlandaise lors de la saison 2019-2020. Il joue son premier match lors de la première journée, le 9 août 2019 contre le FC Dordrecht. Il entre en jeu et son équipe s'impose par deux buts à zéro. Le 2 octobre 2020, alors que son équipe affronte le Jong Ajax en championnat, van Hooijdonk se fait remarquer en réalisant un hat-trick, le premier de sa carrière. Ces trois buts permettent à son équipe de l'emporter ce jour-là (4-0 score final),.

#### Bologne FC
Le 3 juillet 2021, Sydney van Hooijdonk rejoint l'Italie afin de s'engager en faveur du Bologne FC pour un contrat courant jusqu'en juin 2025. Il est le quatrième joueur néerlandais de l'histoire du club.

#### SC Heerenveen
Le 25 janvier 2022, lors du mercato hivernal, Sydney van Hooijdonk est prêté au SC Heerenveen jusqu'à la fin de la saison.
Il joue son premier match pour Heerenveen le 13 février 2022, lors d'une rencontre de championnat contre le NEC Nimègue. Il est titularisé lors de cette rencontre perdue par son équipe (0-1 score final).
Le 25 juillet 2022, le prêt de van Hooijdonk au SC Heerenveen est prolongé pour une saison.

#### Norwich City
Le 1er février 2024, Sydney van Hooijdonk est prêté par Bologne à Norwich City jusqu'à la fin de la saison. Le club dispose d'une option d'achat sur le joueur,.

## Vie privée
Sydney van Hooijdonk est le fils de l'ancien international néerlandais Pierre van Hooijdonk.